# ジェイソン・リー
ジェイソン・リー（Jason Lee, 1970年4月25日 - ）はアメリカ合衆国出身の俳優である。

## 来歴
カリフォルニア州ロサンゼルス近郊のオレンジ郡オレンジ市に生まれた。13歳でスケートボードをはじめ、18歳ですでにプロとして活躍していた。
スパイク・ジョーンズが監督したソニック・ユースのPVがきっかけになり、映画に出演するようになった。ケヴィン・スミス作品の常連でもある。
1996年にプロのスケートボーダーを引退したが、Stereo manufacturing Corpというスケートボード関連の会社を持っている。

## 私生活
1995年、写真家・女優のカルメン・ルウェリンと結婚するが2001年に離婚。ルウェリンは後に、ジェイソン・リーがサイエントロジーに傾倒したのが離婚の理由であると語っている。その後、女優のベス・リースグラフと婚約し、息子（パイロット・インスペクター）が生まれる。しかし2007年に婚約解消 。2008年7月、セレン・アルカックと結婚。翌月、娘が誕生。2012年には息子が生まれている。

## 主な出演作品
| 公開年    | 邦題 原題                                                                 | 役名                                     | 備考                       |
| --------- | ------------------------------------------------------------------------- | ---------------------------------------- | -------------------------- |
| 1995      | モール・ラッツ Mallrats                                                   | ブロディ                                 |                            |
| 1997      | チェイシング・エイミー Chasing Amy                                        | バンキー・エドワーズ                     |                            |
| 1997      | ザ・ネットワーク Weapons of Mass Distraction                              | フィリップ                               | テレビ映画                 |
| 1998      | エネミー・オブ・アメリカ Enemy of the State                               | ザビッツ                                 |                            |
| 1999      | ドグマ Dogma                                                              | アズラエル                               |                            |
| 1999      | マムフォード先生 Mumford                                                  | スキップ・スキッパートン                 |                            |
| 2000      | あの頃ペニー・レインと Almost Famous                                      | ジェフ・ビービー                         |                            |
| 2001      | ハートブレイカー Heartbreakers                                            | ジャック・ウィズロー                     |                            |
| 2001      | ジェイ&サイレント・ボブ 帝国への逆襲 Jay and Silent Bob Strike Back       | ブロディ・ブルース／バンキー・エドワーズ |                            |
| 2001      | バニラ・スカイ Vanilla Sky                                                | ブライアン                               |                            |
| 2002      | ビッグ・トラブル Big Trouble                                              | パギー                                   |                            |
| 2002      | キャンパス・クレージー Stealing Harvard                                   | ジョン・プラマー                         |                            |
| 2003      | オトコのキモチ♂ A Guy Thing                                               | ポール                                   |                            |
| 2003      | ドリームキャッチャー Dreamcatcher                                         | ビーバー                                 |                            |
| 2004      | 世界で一番パパが好き! Jersey Girl                                         | PR Exec #1                               |                            |
| 2004      | Mr.インクレディブル The Incredibles                                       | シンドローム／バディ・パイン             | アニメ映画、声の出演       |
| 2005-2009 | マイネーム・イズ・アール My Name Is Earl                                  | アール                                   | テレビシリーズ、主演・製作 |
| 2006      | モンスター・ハウス Monster House                                          | ボーンズ                                 | アニメ映画、声の出演       |
| 2006      | クラークス2/バーガーショップ戦記 Clerks II                                | ランス                                   |                            |
| 2007      | 鉄ワン・アンダードッグ Underdog                                           | アンダードッグ／シューシャイン           | アニメ映画、声の出演       |
| 2007      | アルビン/歌うシマリス3兄弟 Alvin and the Chipmunks                        | デイブ・セビル                           | アニメ映画、声の出演       |
| 2009      | アルビン2 シマリス3兄弟 vs. 3姉妹 Alvin and the Chipmunks: The Squeakquel | デイブ・セビル                           | アニメ映画、声の出演       |
| 2010      | コップ・アウト 〜刑事した奴ら〜 Cop Out                                   | ロイ                                     |                            |
| 2011      | アルビン3 シマリスたちの大冒険 Alvin and the Chipmunks: Chipwrecked'      | デイブ・セビル                           | アニメ映画、声の出演       |
| 2014      | そんなキミに恋してる Behaving Badly                                       | クルーミンス神父                         |                            |